# Тілло Едуард Іванович
Едуа́рд Іва́нович Ті́лло (* 1820 — † 1893) — інженер-генерал.

## Біографічні відомості
Закінчив курс в офіцерському класі Головного інженерного училища.
Був послідовно помічником будівничого Кронштадтської фортеці, начальником інженерів Санкт-Петербурзького військового округу, віце-директором інженерного департаменту, помічником начальника головного інженерного управління та головою будівельного (згодом технічного) комітету морського міністерства.